# Packera
Packera är ett släkte av korgblommiga växter. Packera ingår i familjen korgblommiga växter.

## Bildgalleri

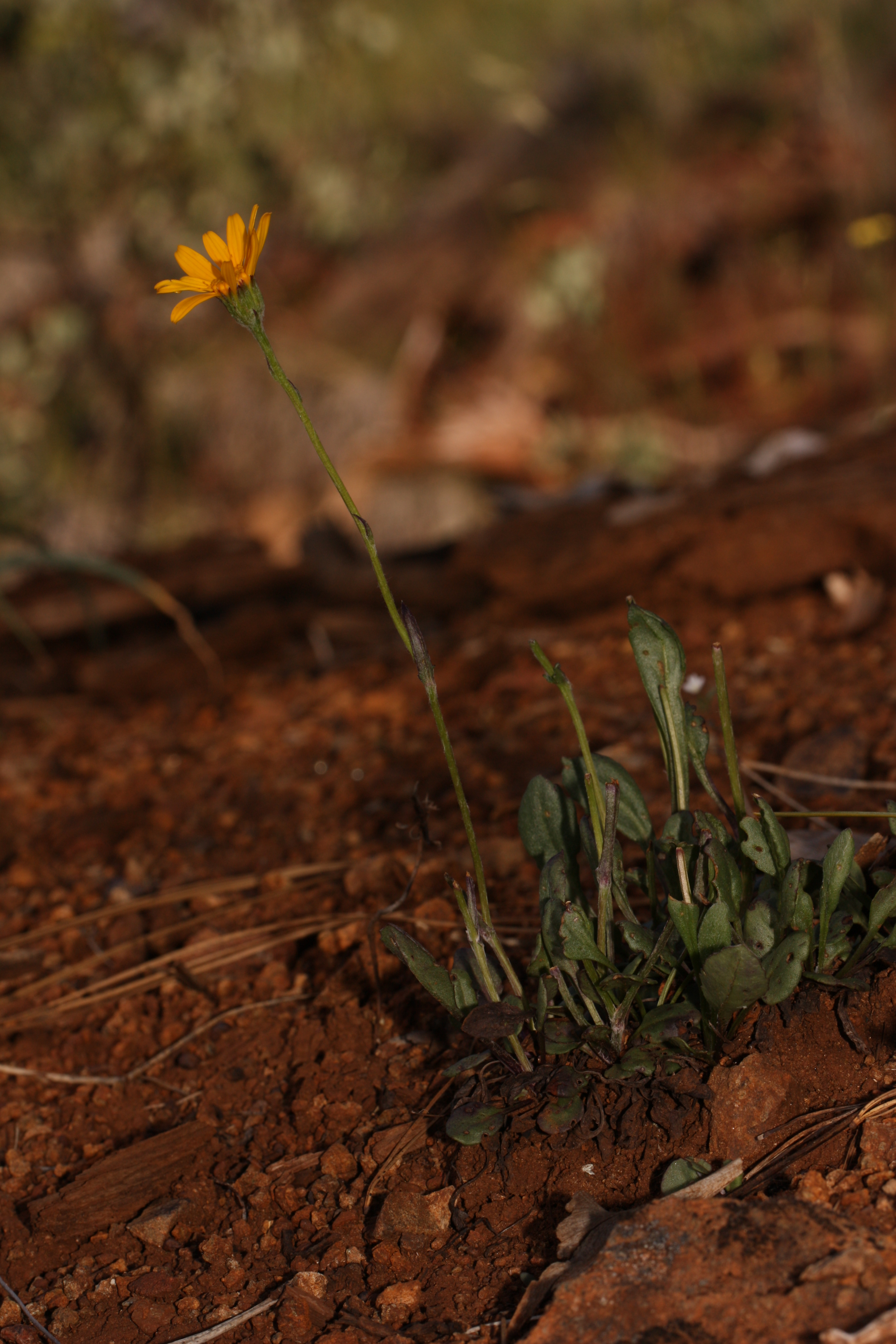
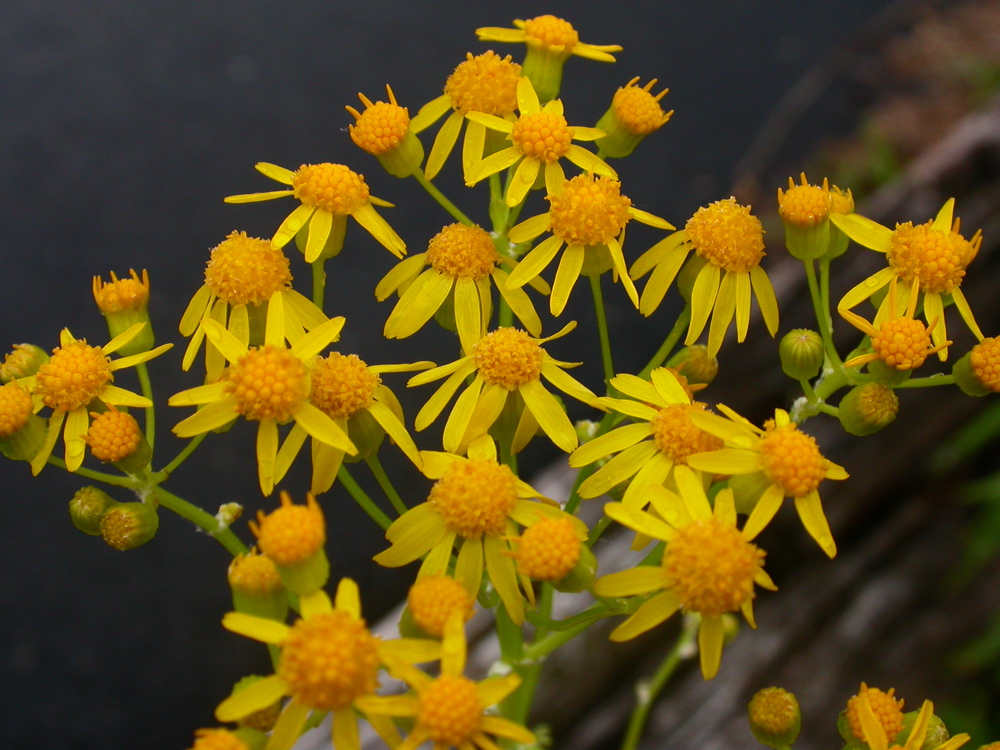
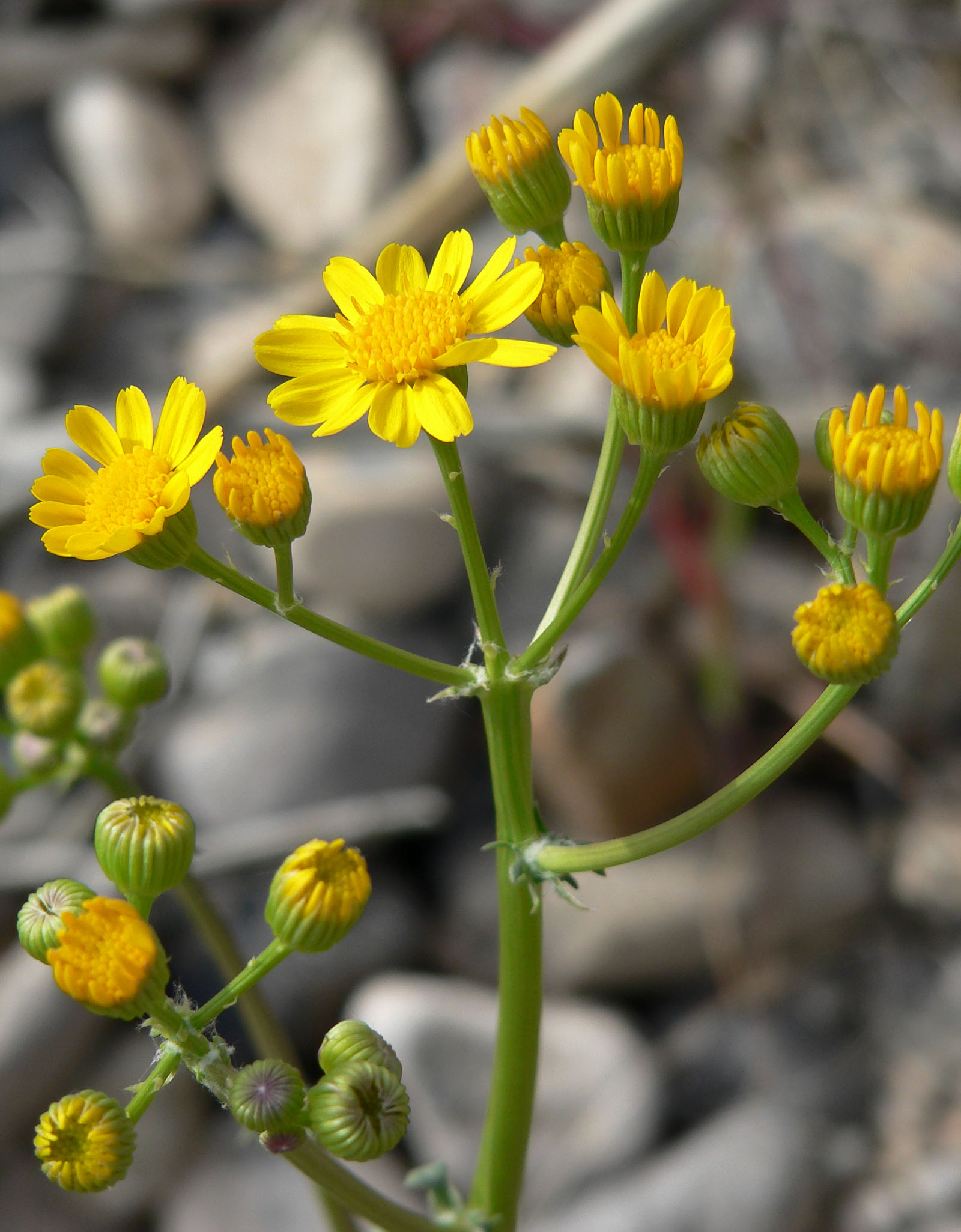
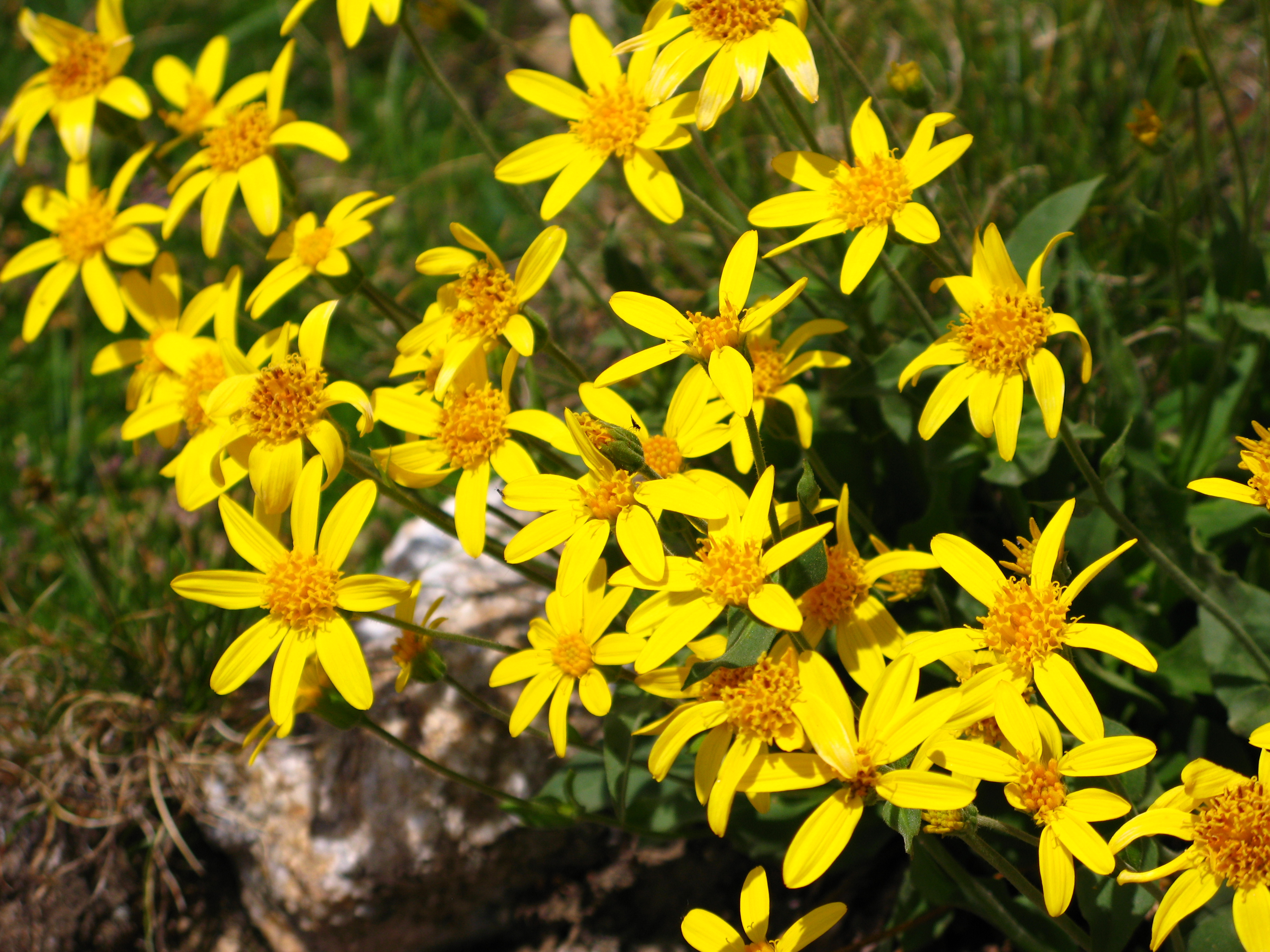

## Dottertaxa tillPackera, i alfabetisk ordning[1]
- Packera anonyma
- Packera antennariifolia
- Packera aurea
- Packera bellidifolia
- Packera bernardina
- Packera bolanderi
- Packera breweri
- Packera cana
- Packera candidissima
- Packera cardamine
- Packera castoreus
- Packera clevelandii
- Packera coahuilensis
- Packera contermina
- Packera crocata
- Packera cymbalaria
- Packera cynthioides
- Packera debilis
- Packera dimorphophylla
- Packera eurycephala
- Packera fendleri
- Packera flettii
- Packera franciscana
- Packera ganderi
- Packera glabella
- Packera greenei
- Packera hartiana
- Packera hesperia
- Packera heterophylla
- Packera hintoniorum
- Packera indecora
- Packera ionophylla
- Packera layneae
- Packera macounii
- Packera malmstenii
- Packera millefolium
- Packera millelobata
- Packera montereyana
- Packera moranii
- Packera multilobata
- Packera musiniensis
- Packera neomexicana
- Packera obovata
- Packera ogotorukensis
- Packera pauciflora
- Packera paupercula
- Packera plattensis
- Packera porteri
- Packera pseudaurea
- Packera quebradensis
- Packera quercetorum
- Packera sanguisorbae
- Packera sanguisorboides
- Packera scalaris
- Packera schweinitziana
- Packera spellenbergii
- Packera streptanthifolia
- Packera subnuda
- Packera tampicana
- Packera texensis
- Packera tomentosa
- Packera tridenticulata
- Packera werneriifolia
- Packera zimapanica